# Miles (Iowa)
Miles es una ciudad ubicada en el condado de Jackson en el estado estadounidense de Iowa. En el Censo de 2010 tenía una población de 445 habitantes y una densidad poblacional de 149,67 personas por km².

## Geografía
Miles se encuentra ubicada en las coordenadas 42°2′56″N 90°18′56″O / 42.04889, -90.31556. Según la Oficina del Censo de los Estados Unidos, Miles tiene una superficie total de 2.97 km², de la cual 2.97 km² corresponden a tierra firme y (0%) 0 km² es agua.

## Demografía
Según el censo de 2010, había 445 personas residiendo en Miles. La densidad de población era de 149,67 hab./km². De los 445 habitantes, Miles estaba compuesto por el 97.53% blancos, el 0.45% eran afroamericanos, el 0.45% eran amerindios, el 0% eran asiáticos, el 0% eran isleños del Pacífico, el 0% eran de otras razas y el 1.57% pertenecían a dos o más razas. Del total de la población el 1.8% eran hispanos o latinos de cualquier raza.